# Šeduva
Šeduva ( escoltar (?·pàg.) és una ciutat a Lituània situada en el districte municipal de Radviliškis. Es troba a 18 km a l'est de Radviliškis.

## Història
Šeduva era un poble agrícola dedicat a la producció de cereals, especialment el lli, amb ramaderia de porcs, oques i cavalls. Es trobava en una propietat reial al costat del camí que unia Kaunas amb Riga. La població del segle xv era catòlica i jueva. Fins aleshores, Lituània havia estat l'últim regne pagà a Europa i va permetre la llibertat de culte i la tolerància entre els jueus i d'altres religions. La primera església catòlica de Šeduva, va ser l'Església de la Invenció de la Santa Creu, construïda i fundada la parròquia entre 1512 i 1529. L'actual església de maó va ser construïda l'any 1643 per una donació del bisbe Jerzy Tyszkiewicz de Vílnius. Durant el segle xviii es va afegir la torre del campanar a la seva estructura i es van fer posteriors ampliacions i renovacions a l'interior i l'exterior donant-li l'aspecte que caracteritza l'edifici entre renaixement i barroc. Consta d'una planta cruciforme, amb un absis i cinc altars.
Durant el segle xv la regió va ser inclosa al voivodat de Trakai i Vílnius. Més tard va passar a formar part del Gran Ducat de Lituània fins a la Unió de Lublin el 1569 quan es va crear la Confederació de Polònia i Lituània.
L'escut d'armes Šeduva va ser atorgat en 25 de juny 1654 per Joan II Casimir Vasa, rei de Polònia i Gran Duc de Lituània, al mateix temps se li va concedir els drets de ciutat a petició de Maria Ludvika, Reina de Polònia descendeix dels Príncep de Gonçaga, de Màntua a Itàlia. Les armes de la família mostraven una àguila negra i en el centre del pit es troba una flor de lis francesa, perquè la família Gonçaga estava relacionada amb la família reial francesa. L'àguila, a l'escut d'armes de la ciutat es va fer de color blanc blanc en referència a l'àguila blanca de Polònia.
Lituània va passar a formar part de Rússia, quan Polònia va ser dividida. Des de 1798, el baró Teodor von Ropp nova reconèixer els drets dels ciutadans de Šeduva i va requerir dels ciutadans que realitzessin treballs per al senyoriu de la ciutat. Els ciutadans van demanar els seus drets davant el Senat rus. El 1812, el Senat va aprovar la decisió de reconèixer les antigues cartes de Šeduva.
Després d'un mes de la signatura a l'agost de 1939 del Pacte Mólotov-Ribbentrop entre l'Alemanya nazi i Rússia, va posar a Lituània sota control soviètic. Per a juny de 1940 els soviètics havien establert un govern, el president Antanas Smetona es va veure obligat a deixar entrar a 15 divisions de l'exèrcit roig. L'exèrcit alemany va envair Lituània el 22 de juny de 1941, Šeduva uns dies més tard va formar part de l'operació Barbarroja. Cinc-cents anys de vida jueva a Šeduva van acabar en solament dos dies de massacre a l'agost de 1944, l'informe parla de 664 jueus morts entre homes, dones i nens.

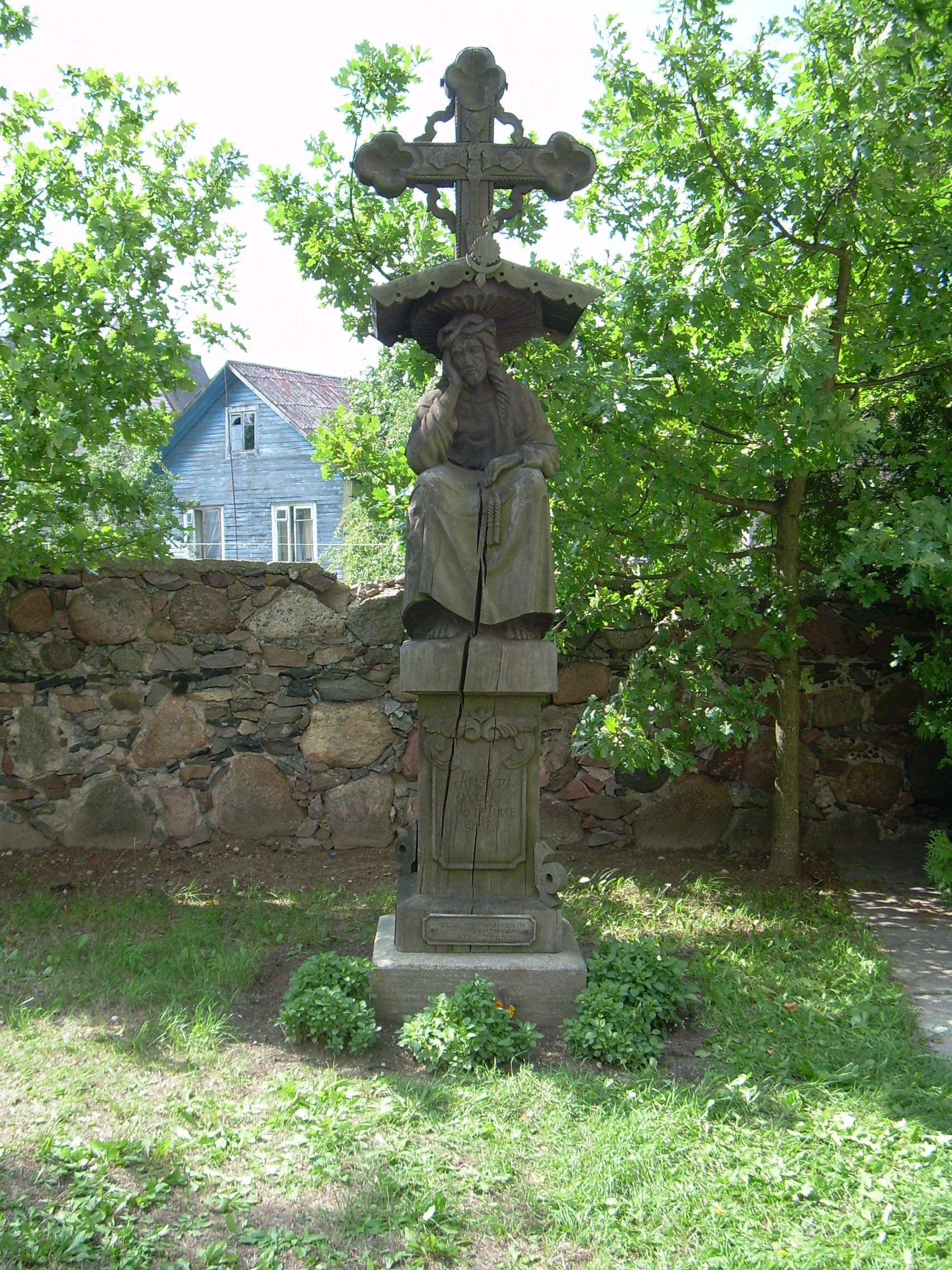
Escultura de Crist pensatiu a Šeduva

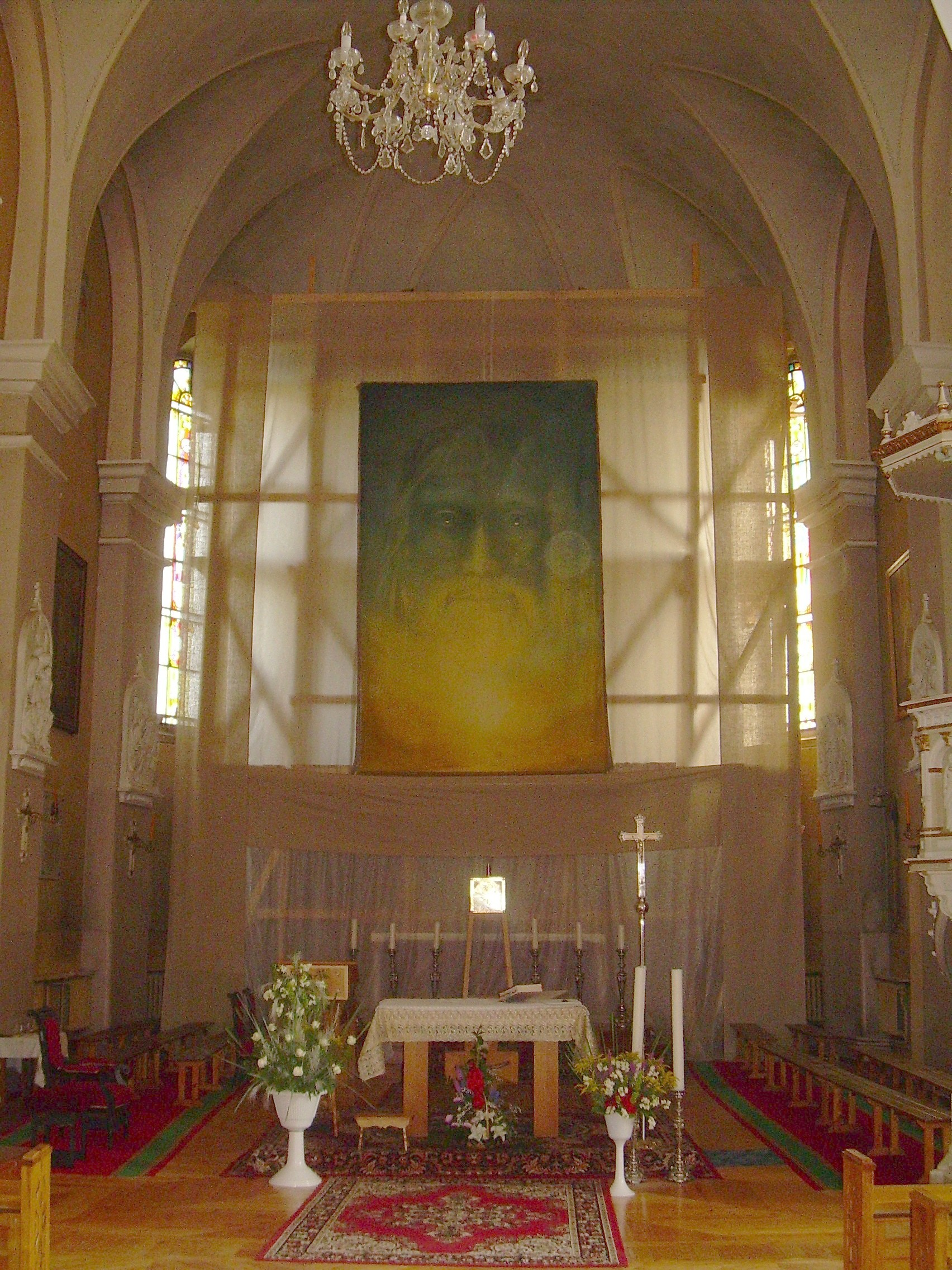
Interior de l'església de Šeduva